# Coupe du monde de softball de 2011
Navigation
2010 2012
La sixième édition de la Coupe du monde de softball s'est tenue au ASA Hall of Fame Stadium à Oklahoma City aux États-Unis du 21 juillet 2011 au 25 juillet 2011. Les 6 équipes nationales participantes étaient les États-Unis, le Japon, la Grande-Bretagne, le Canada, la République tchèque et l'Australie.

## Tour préliminaire
| Date            | Vainqueur       | Score            | Perdant            |
| --------------- | --------------- | ---------------- | ------------------ |
| 21 juillet 2011 | Australie       | 11-0 (5 manches) | République tchèque |
| 21 juillet 2011 | Japon           | 9-6 (8 manches)  | Canada             |
| 21 juillet 2011 | Australie       | 7-1              | Grande-Bretagne    |
| 21 juillet 2011 | États-Unis      | 7-2              | République tchèque |
| 22 juillet 2011 | Canada          | 6-4              | Grande-Bretagne    |
| 22 juillet 2011 | Japon           | 3-0 (8 manches)  | Australie          |
| 22 juillet 2011 | Canada          | 7-0 (5 manches)  | République tchèque |
| 22 juillet 2011 | États-Unis      | 5-2              | Australie          |
| 23 juillet 2011 | Grande-Bretagne | 3-2              | République tchèque |
| 23 juillet 2011 | Canada          | 4-3              | États-Unis         |
| 23 juillet 2011 | États-Unis      | 8-4              | Japon              |
| 24 juillet 2011 | Japon           | 13-6             | Grande-Bretagne    |
| 24 juillet 2011 | Japon           | 9-0 (5 manches)  | République tchèque |
| 24 juillet 2011 | États-Unis      | 10-0 (4 manches) | Grande-Bretagne    |
| 24 juillet 2011 | Australie       | 8-3              | Canada             |

## Classement après le tour préliminaire
| Class. | Équipe             | Gagné | Perdu | PP | PC |
| ------ | ------------------ | ----- | ----- | -- | -- |
| 1      | États-Unis         | 4     | 1     | 33 | 12 |
| 2      | Japon              | 4     | 1     | 38 | 20 |
| 3      | Australie          | 3     | 2     | 28 | 12 |
| 4      | Canada             | 3     | 2     | 26 | 24 |
| 5      | Grande-Bretagne    | 1     | 4     | 14 | 36 |
| 6      | République tchèque | 0     | 5     | 4  | 37 |

## Matches de classement
| Date            | Game                   | Vainqueur       | Score | Perdant            |
| --------------- | ---------------------- | --------------- | ----- | ------------------ |
| 25 juillet 2012 | Match pour la 5e place | Grande-Bretagne | 6-1   | République tchèque |
| 25 juillet 2012 | Match pour la 3e place | Canada          | 4-1   | Australie          |
| 25 juillet 2012 | Finale                 | États-Unis      | 6-4   | Japon              |

## Classement après les matches de classement
| Class. | Équipe             | Gagné | Perdu | PP | PC |
| ------ | ------------------ | ----- | ----- | -- | -- |
| 1      | États-Unis         | 5     | 1     | 39 | 16 |
| 2      | Japon              | 4     | 2     | 42 | 26 |
| 3      | Canada             | 4     | 2     | 30 | 25 |
| 4      | Australie          | 3     | 3     | 29 | 16 |
| 5      | Grande-Bretagne    | 2     | 4     | 20 | 39 |
| 6      | République tchèque | 0     | 6     | 5  | 43 |